# Фредерику-Вестфален (микрорегион)

Фредерику-Вестфален на карте.

Фредерику-Вестфален (порт. Microrregião de Frederico Westphalen) — микрорегион в Бразилии, входит в штат Риу-Гранди-ду-Сул. Составная часть мезорегиона Северо-запад штата Риу-Гранди-ду-Сул. 
Население составляет 	174 605	 человек (на 2010 год). Площадь — 	5 165,265	 км². Плотность населения — 	33,80	 чел./км².

## Демография
Согласно сведениям, собранным в ходе переписи 2010 г. Национальным институтом географии и статистики (IBGE), население микрорегиона составляет:						
| Полное население                             | Полное население                             | Полное население                             | Полное население                             | 174 605 |
| -------------------------------------------- | -------------------------------------------- | -------------------------------------------- | -------------------------------------------- | ------- |
| в том числе:                                 | Городское население                          | 93 307                                       | Процент городского населения, %              | 53,44   |
|                                              | Сельское население                           | 81 298                                       | Процент сельского населения, %               | 46,56   |
|                                              | Мужское население                            | 87 157                                       | Процент мужского населения, %                | 49,92   |
|                                              | Женское население                            | 87 448                                       | Процент женского населения, %                | 50,08   |
| Плотность населения, чел/км²                 | Плотность населения, чел/км²                 | Плотность населения, чел/км²                 | Плотность населения, чел/км²                 | 33,80   |
| Население микрорегиона в % к населению штата | Население микрорегиона в % к населению штата | Население микрорегиона в % к населению штата | Население микрорегиона в % к населению штата | 1,63    |

## Статистика
- Валовой внутренний продукт на 2003 составляет 1 565 244 859,00 реалов (данные: Бразильский институт географии и статистики).
- Валовой внутренний продукт на душу населения на 2003 составляет 8743,02 реалов (данные: Бразильский институт географии и статистики).
- Индекс развития человеческого потенциала на 2000 составляет 0,758 (данные: Программа развития ООН).

## Состав микрорегиона
В составе микрорегиона включены следующие муниципалитеты:
1. Алпестри
2. Аметиста-ду-Сул
3. Кайсара
4. Константина
5. Кристал-ду-Сул
6. Дойс-Ирманс-дас-Мисойнс
7. Энженью-Велью
8. Эрвал-Секу
9. Фредерику-Вестфален
10. Грамаду-дус-Лорейрус
11. Ираи
12. Либерату-Салзану
13. Ноноай
14. Нову-Тирадентис
15. Нову-Шингу
16. Палмитинью
17. Пиньейринью-ду-Вали
18. Планалту
19. Риу-дуз-Индиус
20. Родею-Бониту
21. Рондинья
22. Себери
23. Такуарусу-ду-Сул
24. Триндади-ду-Сул
25. Трес-Палмейрас
26. Висенти-Дутра
27. Виста-Алегри